# 多古町農業協同組合
多古町農業協同組合（たこまちのうぎょうきょうどうくみあい、略称JA多古町、多古町農協）は、千葉県多古町に本所を置いていた農業協同組合。2020年（令和2年）1月1日、佐原農業協同組合とともにかとり農業協同組合に合併され、解散した。

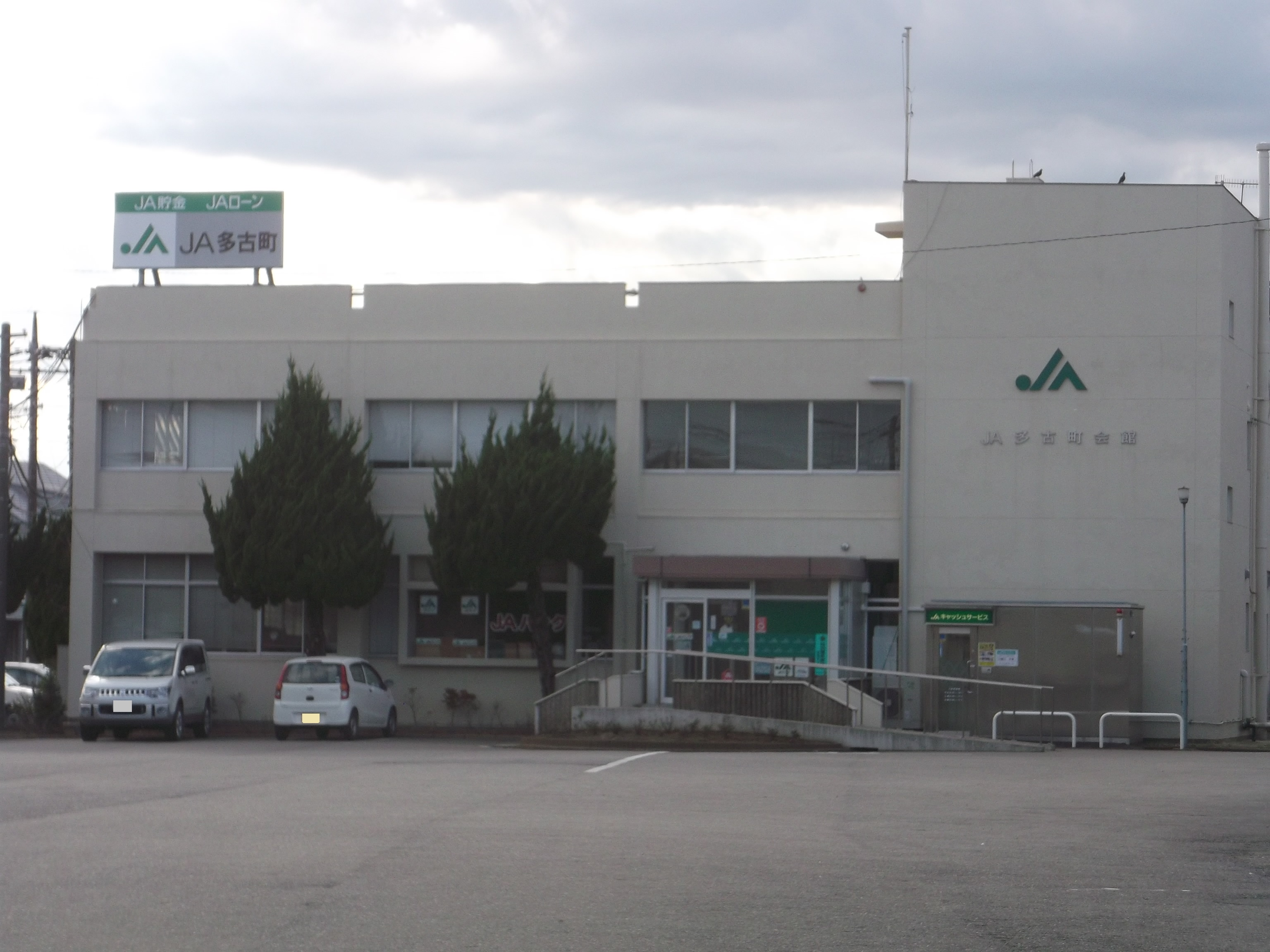

## 店舗
- 本店
- JA直売所四季の里

## 脚註
1. ↑  『1月新生「ＪＡかとり」 かとり、佐原、多古町、合併認可 千葉』 日本農業新聞 2019年12月27日